# Erik Johansson
Erik Johansson (Falkenberg, 30 de dezembro de 1988) é um futebolista profissional sueco que atua como defensor, atualmente defende o FC Copenhague.

## Carreira
Erik Johansson fez parte do elenco da Seleção Sueca de Futebol da Eurocopa de 2016.